# Jan Sobociński
Jan Sobociński (ur. 20 marca 1999 w Łodzi) – polski piłkarz występujący na pozycji środkowego obrońcy w greckim klubie PAS Janina.
Wychowanek ŁKS Łódź, który zadebiutował w swym macierzystym klubie w sierpniu 2018 roku, strzelając przy tym bramkę. W rundzie wiosennej sezonu 2017/2018 grał w ramach wypożyczenia w Gryfie Wejherowo.
Uczestnik mistrzostw świata do lat 20, rozgrywanych w Polsce w 2019 roku.